# Thuốc chống nôn
Thuốc chống nôn là một loại thuốc có tác dụng chống nôn và buồn nôn. Các thuốc chống nôn được chỉ định trong các chứng nôn do có thai, sau khi mổ, nhiễm khuẩn, nhiễm độc, say tàu xe và do tác dụng phụ của thuốc phiện, thuốc giảm đau, thuốc mê, và hóa trị liệu chống lại bệnh ung thư. Chúng có thể được sử dụng cho những trường hợp nặng của viêm dạ dày ruột, đặc biệt là khi bệnh nhân bị mất nước.
Các thuốc chống nôn, mặc dù trước đây bị cho là gây ra dị tật bẩm sinh, đã được chứng minh an toàn cho những phụ nữ mang thai trong điều trị ốm nghén và nghiêm trọng hơn chứng nôn nghén (hyperemesis gravidarum).
Các thuốc chống nôn thường không được sử dụng để làm giảm bớt nôn mửa do ngộ độc thức ăn vì cơ thể cần loại bỏ lượng chất có hại.
Các thuốc chống nôn có nhiều cơ chế tác dụng khác nhau. Như thuốc kháng histamin và thuốc kháng cholinergic (còn được gọi là antimuscarinics) ức chế phản xạ nôn, thuốc kháng serotonin ngăn chặn các tín hiệu đến và đi từ trung tâm nôn ở não.

## Các loại
Có nhiều loại thuốc chống nôn khác nhau với những công dụng khác nhau và có thể có tác dụng phụ. Đa phần thuốc dùng bằng đường uống, nhưng cũng có thể được dùng bằng đường tiêm.

### Thuốc kháng cholinergic
Hay còn gọi là thuốc ức chế phó giao cảm (Anticholinergic). Tác dụng chính là giảm say tàu xe, tác dụng phụ kèm theo như khô miệng, buồn ngủ, khó đi tiểu, và chóng mặt.
- Atropin
- Scopolamin

### Thuốc kháng histamin
Thuốc kháng histamin H1: Hiệu quả sử dụng trong nhiều trường hợp, bao gồm chứng say tàu xe, ốm nghén trong thai kỳ, và để chống buồn nôn. 
- Cyclizine
- Diphenhydramine (Benadryl)
- Dimenhydrinate (Gravol, Dramamine)
- Doxylamine
- Meclizine (Bonine, Antivert)
- Promethazine (Pentazine, Phenergan, Promacot) thường dùng qua đường hậu môn cho người lớn và trẻ em trên 2 tuổi.
- Hydroxyzine (Vistaril)

### Thuốc kháng serotonin
Thuốc đối kháng thụ thể 5-HT3 chặn serotonin thụ thể trong hệ thần kinh trung ương và đường tiêu hóa. Thuốc được sử dụng trong điều trị buồn nôn sau phẫu thuật và độc tố của thuốc. Tuy nhiên, tác dụng phụ là gây táo bón hoặc tiêu chảy, khô miệng, và mệt mỏi.
- Ondansetron
- Granisetron

### Thuốc gây tê ở ngọn dây cảm giác ở dạ dày
Thuốc gây tê ở ngọn dây cảm giác ở dạ dày (natri citrat, procain), các benzodiazepin, corticoid.

### Thuốc kích thích nhu động
Những nhóm thuốc chống nôn quan trọng nhất là thuốc kháng thụ thể D2 dopamin như: metoclopramid, domperidon, promethazin, butyrophenol.
Có tác dụng giảm buồn nôn, khó tiêu, đầy bụng, và đau bụng sau khi ăn. Cũng được dùng để giảm chứng buồn nôn và nôn do hóa trị liệu, hoặc tránh thai khẩn cấp. Tác dụng phụ rất hiếm; có thể bao gồm rối loạn tiêu hóa, vú to, giảm ham muốn tình dục, và phát ban. Metoclopramide được sử dụng để làm giảm buồn nôn và nôn do rối loạn tiêu hóa như bệnh trào ngược dạ dày thực quản, đau nửa đầu, hóa trị hoặc xạ trị. Các tác dụng phụ bao gồm co thắt cơ, đặc biệt là cơ ở mặt. Tác dụng phụ này đặc biệt dễ xảy ra đối với ở những người trẻ.